# Władysław Klepacz
Władysław Klepacz (ur. 12 października 1924 w Warszawie, zm. 11 stycznia 2021) – polski informatyk, dziennikarz i popularyzator techniki.

## Życiorys
Syn Adama i Anny z domu Laco. Zdał maturę w 1943 w Liceum Handlowym Gąseckiego przy ulicy Królewskiej w Warszawie (przed wojną było to Liceum Towarzystwa Oświaty Zawodowej). Pracował w rodzinnej firmie kuśnierskiej.
Żołnierz Armii Krajowej pseudonim Ajaks, w konspiracji od wiosny 1943 r. Służył w Grupie Śródmieście Północ – Radwan Okręgu Warszawa AK. Walczył w powstaniu warszawskim w Wojskowej Służbie Ochrony Powstania w Śródmieściu Południowym, w rejonie: Bracka, Krucza, Al. Jerozolimskie. Kierował ruchem przejścia Al. Jerozolimskie 17 od strony południowej, brał udział w akcjach w rejonie Brackiej i pl. Trzech Krzyży. Wyszedł z Warszawy z ludnością cywilną. Udało mu się dotrzeć do Milanówka, gdzie odnalazł matkę i siostrę.
Ukończył wyższe studia ekonomiczne w latach 1945–51 w Szkole Głównej Handlowej (SGPiS) w Warszawie. W latach 1952–58 specjalizował się w problematyce projektowania inwestycyjnego zakładów przemysłowych. W 1958 podjął pracę w Instytucie Maszyn Matematycznych, gdzie współorganizował zakład doświadczalny produkcji maszyn matematycznych oraz pierwszy polski usługowy ośrodek obliczeniowy ich zastosowań. W 1960 r. przeszedł do pionu naukowego IMM, gdzie zajmował się projektowaniem systemów przetwarzania danych. W 1965 uczestniczył w organizowaniu Biura Studiów i Projektów Systemów Elektronicznego Przetwarzania Danych.
Doświadczenia z udziału w latach 1967–69 w opracowywaniu systemów INBI, IBIS i KWOC wykorzystał w początku lat siedemdziesiątych przy projektowaniu systemu automatycznego opracowywania centralnego katalogu czasopism zagranicznych ARKA w Bibliotece Narodowej, oprogramowanego przez Jana Wierzbowskiego. System wdrożono również przy sporządzaniu wydawnictwa informacji patentowej dla Naukowo-Produkcyjnego Centrum Półprzewodników UNTRA-CEMI.
Twórca pierwszej polskiej normy terminologicznej z zakresu informatyki (PN-71/T-01016). Autor książek o tematyce informatycznej, tłumacz literatury fachowej. Od roku 1965, był członkiem redakcji Maszyn Matematycznych pierwszego i przez długie lata jedynego czasopisma o profilu naukowo-technicznym poświęconego tej dziedzinie. W roku 1971 miesięcznik zmienił tytuł na Informatyka (z podtytułem Zastosowania w gospodarce, technice i nauce). W drugiej połowie 1985 r. z funkcji redaktora naczelnego zrezygnował prof. Leon Łukaszewicz, a Klepacz zastąpił go na tym stanowisku. W latach 1986–87 był również redaktorem naczelnym wysokonakładowego czasopisma Mikroklan, które było efektem wydzielenia przez wydawcę, ukazującej się od 1984 roku, rubryki Informatyki poświęconej mikrokomputerom. Brał aktywny udział w konferencjach naukowych i branżowych w Polsce i na świecie. Funkcję redaktora naczelnego Informatyki przekazał w roku 1995 Bogdanowi Misiowi.
Był dziejopisem Mieszkaniowego Stowarzyszenia Spółdzielczego Oficerów (MSSO), którego kontynuatorką jest Spółdzielnia Budowlano-Mieszkaniowa Żoliborz. Mieszkańcem Żoliborza został w roku 1960. Przez 46 lat działał nieprzerwanie we władzach Spółdzielni; 16 lat w Radzie Nadzorczej w latach 1959–75 i 30 lat w zarządzie w latach 1975–2005.
W przededniu swoich 94 urodzin, odebrał z rąk prezesa PTI Włodzimierza Marcińskiego Medal 70-lecia polskiej informatyki.